# Chilinoidea
Chilinoidea Dall, 1870 è una superfamiglia di molluschi gasteropodi del superordine Hygrophila.

## Tassonomia
Comprende due famiglie entrambe con un solo genere:
- Chilinidae Dall, 1870
  - Chilina Gray, 1828
- Latiidae Hutton, 1882
  - Latia Gray, 1850